# Alexandra Jurjewna Korelowa

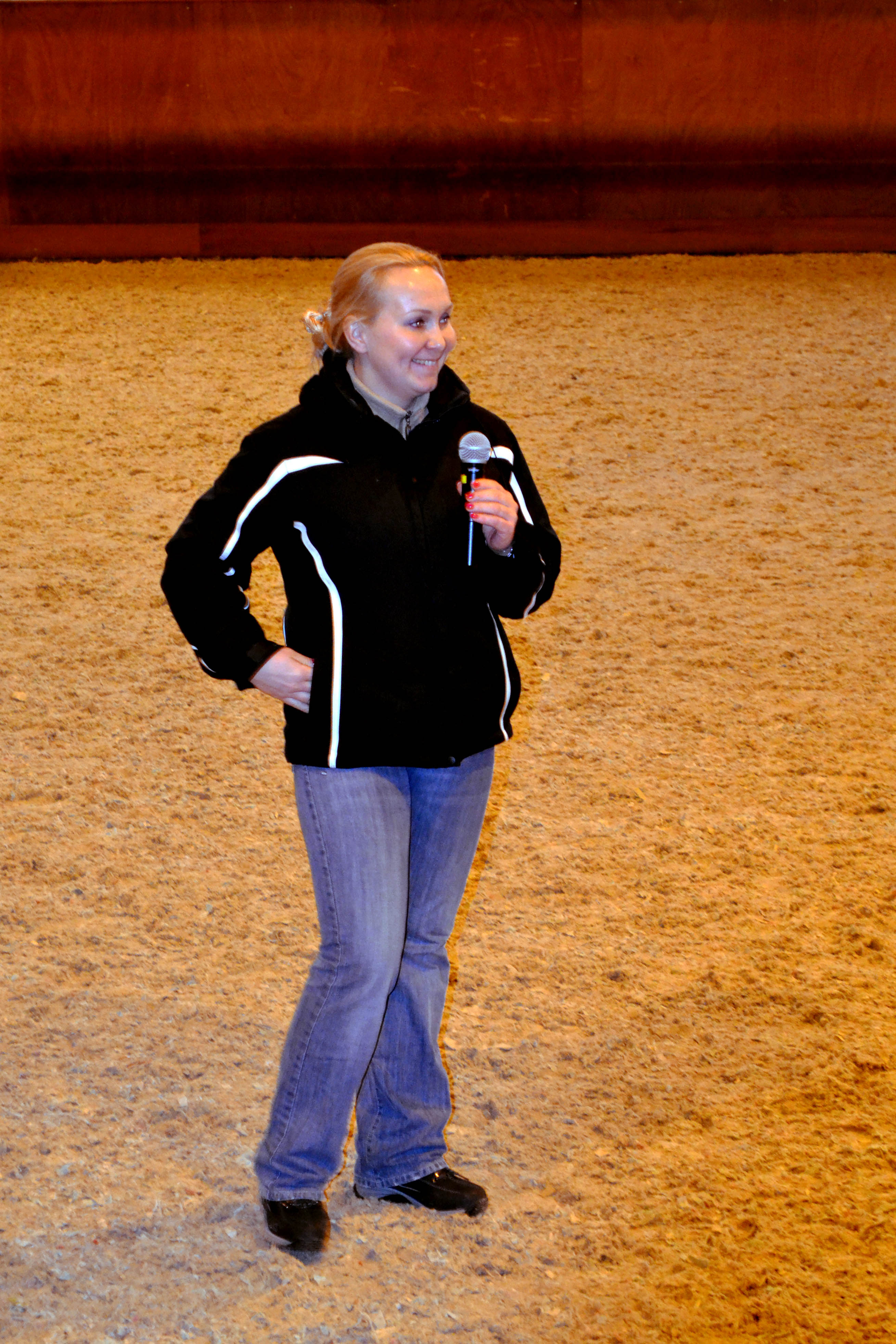
Alexandra Korelowa (2014)

Alexandra Jurjewna Korelowa (russisch Алекса́ндра Ю́рьевна Коре́лова; * 1. August 1977 in Gorki) ist eine russische Dressurreiterin.
Alexandra Korelowa schloss eine Ausbildung in Ökonomie an der staatlichen Universität Nischni Nowgorod ab und ist verheiratet. Sie wird von der deutschen Olympiasiegerin Monica Theodorescu seit dem Jahr 2000 in Deutschland betreut und von deren Vater George Thedorescu trainiert. Mit dem ehemaligen Polizeipferd Balagur, einem Schimmel aus der russischen Orlow-Traber-Zucht, der von früheren Weltmeisterin Jelena Petuschkowa (russisch Елена Петушкова) entdeckt wurde, etablierte sie sich 2008 in der Weltspitze. Für die Olympischen Spiele in Athen musste sie sich das Startrecht noch vor dem Internationalen Sportgerichtshof in Lausanne (CAS) erstreiten, nachdem die Internationale reiterliche Vereinigung (FEI) ihr den Start wegen nicht erfüllter Qualifikationsnorm verweigern wollte.
Ihren bisher größten Erfolg erzielte sie bei den Olympischen Spielen 2008 in Peking, wo sie den sechsten Platz im Einzel der Dressur belegte.

## Erfolge
- Olympische Spiele 2004, Athen, 23. Platz – Dressur Einzel
- Weltreiterspiele 2006, Aachen, 27. Platz – Grand Prix Special
- Olympische Spiele 2008, Peking, 6. Platz – Dressur Einzel